# 山王坪镇
鱼泉乡，是中华人民共和国重庆市南川区下辖的一个乡镇级行政单位。

## 行政区划
鱼泉乡下辖以下地区：
庙坝村、山王坪村、河嘴村和龙泉村。